# Pedro de Soto
Pedro de Soto, né en 1493 à Salamanque, et mort le 20 avril 1563 à Trente, est un théologien dominicain espagnol, confesseur de l'empereur et important théologien conciliaire à Trente.

## Biographie
Pedro de Soto étudia la philosophie à Salamanque, y entre en 1518 chez les dominicains et est ordonné prêtre à Tolède. En 1526, il part pour le couvent de Talavera, où il devient prieur, ainsi qu'à Ocaña. En 1541, le chapitre provincial le propose comme Maître de Théologie en même temps que Melchor Cano (il sera élu en 1543). Dès 1542, l'empereur Charles Quint en fait son confesseur, et conseiller pour des affaires religieuses et ecclésiologiques. La même année, il est élu vicaire général pour la province de Germanie, et avec le Père Gabriel de Guzmán (le confesseur de Marie de Franconie), il obtient la paix de Crépy en 1544. Il s'engagea très fortement dans la rénovation des études au sein des couvents de son Ordre, et soutient l'initiative des Jésuites. En 1548, il participe à l'Interim d'Augsbourg, et fonde alors le Collège Saint Jérôme à Dillingen, dans lequel il commence à enseigner et qu'il organise en université. Plus tard (en 1561), il encouragea le transfert de celle-ci aux Jésuites. C'est à Dillingen que ses principales œuvres théologiques et pastorales voient le jour. En 1552, il dut prendre la fuite face aux troupes de Maurice de Saxe, mais retourne et réouvre l'université en 1554. Il y rencontre le cardinal Reginald Pole et est invité en Angleterre sous la Reine Marie, où il enseigne à Oxford en 1555 et s'engage en faveur du rétablissement des monastères. Il est appelé à Bruxelles en 1556 par Charles Quint, refuse d'être nommé cardinal et évêque. Il retourne en Espagne et devint prieur à Talavera. Il fut impliqué dans le procès contre Bartolomé Carranza, qu'il défendit à Rome, en Espagne et à Trente. En 1561, il est nommé théologien papal pour la dernière session du Concile de Trente. Il y défendit une position thomiste relativement orthodoxe, dans l'esprit de la première génération des dominicains de Salamanque. Il laisse à ce titre divers écrits de controverse contre les protestants.

## Œuvres
- Assertio catholicae fidei circa articulos confessionis, Coloniae, Ioannes Novesianus, 1555.